# 索拉迪莱
索拉迪莱（義大利語：Sorradile），是意大利奥里斯塔诺省的一个市镇。总面积28.34平方公里，人口438人，人口密度15.5人/平方公里（2009年）。ISTAT代码为095063。